# Alluroteuthis antarcticus
Alluroteuthis antarcticus är en bläckfiskart som beskrevs av Nils Hjalmar Odhner 1923. Alluroteuthis antarcticus ingår i släktet Alluroteuthis och familjen Neoteuthidae. Inga underarter finns listade i Catalogue of Life.